# Хониара
Хониара (на английски: Honiara) е столица на островната държава Соломонови острови, както и най-големият неин град. Името идва от описанието на местния език „нахо ни ара“, което означава „посрещащ източния и югоизточния вятър“.

## География
Градът е разположен на северозападния бряг на остров Гуадалканал, намиращ се на изток от Нова Гвинея и числящ се към Архипелаг Соломонови острови в югозападната част на Тихия океан. Има население 54 600 жители.

## История
Хониара е изграден на мястото на града Тулаги. Градът е бил важна част от американската операция срещу Япония през Втората световна война. Става столица на британския протекторат Соломонови острови през 1952 г., а през 1978 година страната е обявена за независима и градът е провъзгласен за столица.

## Икономика
Има голямо търговско пристанище. Промишлеността е свързана предимно със съхраняването и преработката на морски продукти. Хониара е център за търговия на кокосови и палмови продукти и дървесина. В източните покрайнини на града има международно летище.

## Забележителности
В днешни дни градът е добре устроен, тук е седалището на правителството и националния музей. В града има и китайски квартал, както и яхт-клубове. На 2 часа път от Хониара се намира водопадът Матаникау.

## Побратимени градове
- Макай, Австралия от 5 юли 1995 г.